# Leopárd
A leopárd vagy párduc (Panthera pardus) a Panthera nembe tartozó négy nagymacskafaj egyike, ide tartozik még az oroszlán, a tigris és a jaguár. A párducok a nagymacskáknak a legősibb fejlettségi fokú csoportját alkotják. A jégkorszak idején és a harmadidőszak végén szinte egész Európában honosak voltak, egyedüli kivételt képeznek az északkeleti vidékek. A pliocénkori pusztai őspárducot (Panthera leiodon Weithofe) tekintjük legrégebbi képviselőjüknek, amelyet a görögországi Pikermi vidékéről és a Fejér vármegyei Polgárdi klasszikus lelőhelyeiről ismerünk.
A leopárdot már Kis-Ázsiában és Egyiptomban is ismerték, majd a görög kultúra is megemlíti, ami természetes is, hiszen ez volt az élettere. A mükénéi kultúrában is ismerték, az Iliasz pedig leír egy párducvadászatot olyan élethűen, ami bizonysága annak, hogy Kis-Ázsiában megfigyelhették az állat viselkedését. A görögök közvetítésével került azután Bacchus szent állatának ismerete a rómaiakhoz, akik gyakran szerepeltették az állatviadalokon, egyes források szerint már Kr. e. 186-ban is látható volt a párduc.

## Nevének eredete
A„leopárd” név az ófrancia leupart vagy középfrancia liepart szóból származik, amely a latin leopardus és az ógörög leopardos (λέοπάρδος ) kifejezésekből ered. A leopardos a león (λέων), azaz 'oroszlán' és a pardos - párdosz (πάρδος), azaz 'foltos' szavak összetételéből származik.
A „párduc” egy másik gyakori elnevezés, amely a latin panther és az ógörög pánthēr (πάνθηρ) szóból keletkezett. A Panthera nemzetségnév egy latin szóból ered, amely a rómaiak által használt vadállatok befogására szolgáló vadászháló volt. A Pardus a szó hímnemű, egyes számú alakja.
Korábban széles körben oroszlánpárd, illetve indusi macska névvel is illették. A nyelvújítás korában, mint megannyi állatot, a leopárdot is átkeresztelték, azonban elnevezése rövidesen kikopott a köznyelvből.

## Megjelenése
Testhossza 90–165 cm, nem számítva a farokhosszt, mely 60–110 cm. Tömege 23–91 kg. A legnagyobb talált példány 96,5 kg tömegű volt. Jellemző rá a nemi dimorfizmus, a nőstények mérete a hímekének mintegy kétharmada. Nagy átlagban az afrikai és perzsa ill. indiai alfajok hímjei 50-70 kg közöttiek, a nőstények 35-50 kg-t nyomnak.
A legtöbb leopárd világos sárgásbarna vagy őz-barna, fekete pettyekkel, ám bundájuk színe nagyon eltérő lehet. A pettyek a fej felé haladva kisebbednek, a halovány hastájékon nagyobbak.
|  |  |

## Élettere

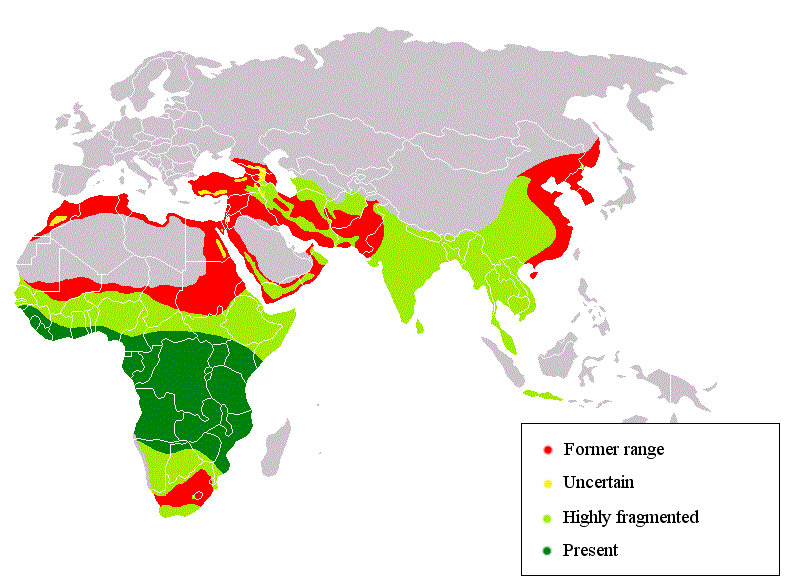
Elterjedési területének csökkenése
piros: egykori
sárga:nem bizonyított
világoszöld: részekre szabdalt
sötétzöld: folyamatos

Bár nagy, ezt a főként éjjeli és fán élő ragadozót nehéz a vadonban megtalálni. A leopárdok megfigyeléséhez a legjobb helyet Dél-Afrikában, a Sabi Sand magánrezervátumban alakították ki, ahol a leopárdok hozzászoktak a szafari járművekhez, és azokat nagyon közel engedik magukhoz. Ázsiában talán a legjobb megfigyelőhely a Yala Nemzeti Park Srí Lankán, ahol a világon a leggyakoribbak a vad leopárdok, ám még itt sem garantáltan láthatjuk őket, hiszen az állatok nyugalma érdekében a park több mint a fele nem látogatható. Egy másik jó hely a leopárd megfigyeléséhez a nemrégen újra megnyitott Wilpattu Nemzeti Park (szintén Srí Lankán).

## Élettartama

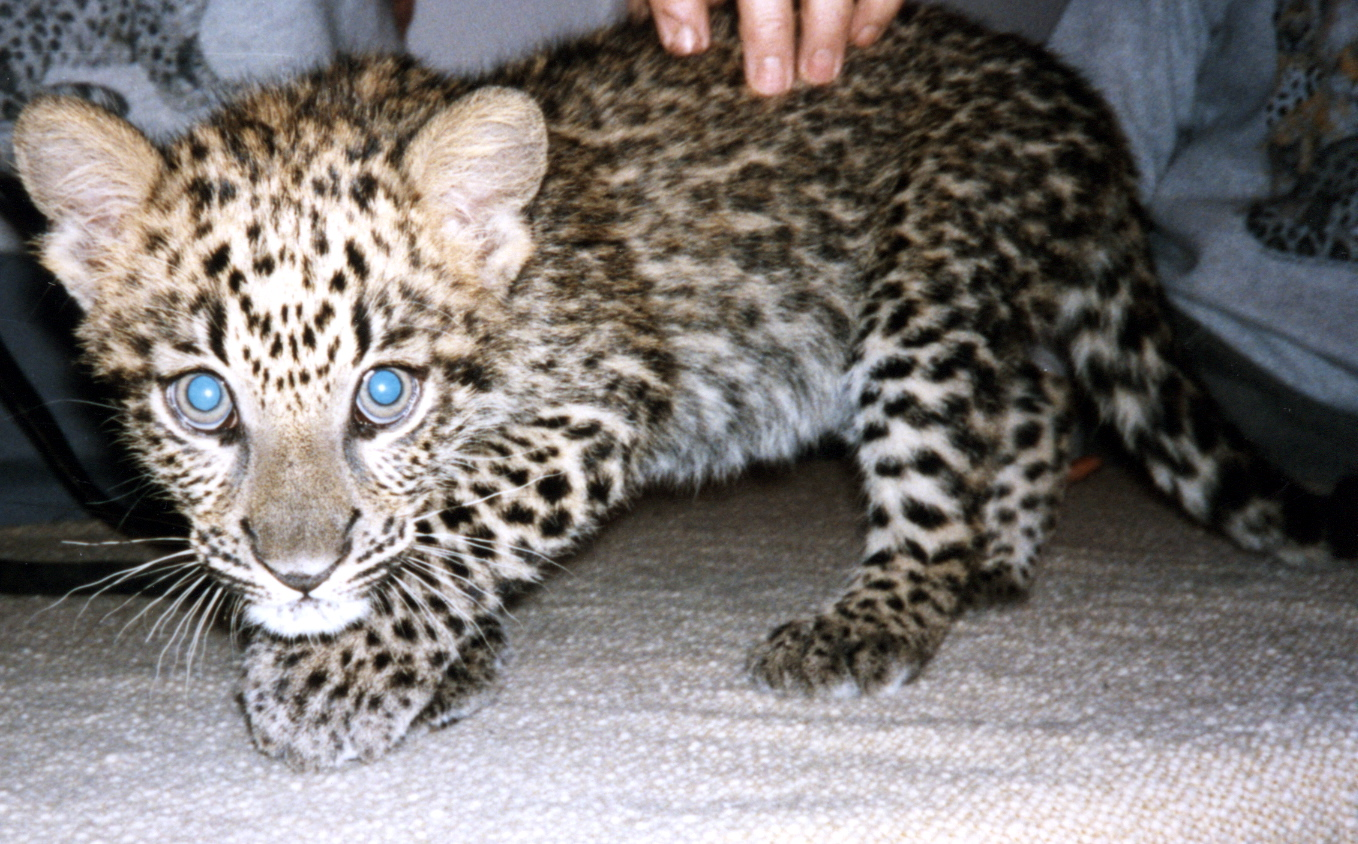
Leopárdkölyök

A leopárdok a feljegyzések szerint elérhetik a 21 éves kort is.
A leopárdoknál a vemhesség mintegy 3 hónapig tart és a nőstényeknek almonként 1-6 kölyke születhet, de általában 3-4 születik.

## Alfajok
A leopárdnak számos alfaját írták le az idők során (1794 és 1956 között 27-et). Az 1990-es években végzett DNS-analízis nyolc alfajt állapít meg. Egy későbbi vizsgálat az arab leopárd alfaji elkülönítését is megerősítette. Azonban a mintavételezés korlátai miatt a lehetséges alfajok száma lehet, hogy alá van becsülve.
A Természetvédelmi Világszövetség által elfogadott kilenc alfaj:
- afrikai leopárd (Panthera pardus pardus) – mérsékelten fenyegetett
- perzsa leopárd (Panthera pardus ciscaucasica) – veszélyeztetett
- indokínai leopárd (Panthera pardus delacouri) – mérsékelten fenyegetett
- indiai leopárd (Panthera pardus fusca) – mérsékelten fenyegetett
- észak-kínai leopárd (Panthera pardus japonensis) – mérsékelten fenyegetett
- Srí Lanka-i leopárd (Panthera pardus kotiya) – sebezhető
- jávai leopárd (Panthera pardus melas) – súlyosan veszélyeztetett
- arab leopárd (Panthera pardus nimr) – súlyosan veszélyeztetett
- amuri leopárd (Panthera pardus orientalis) – súlyosan veszélyeztetett

DNS-vizsgálatokkal nem igazoltan, de potenciálisan elkülöníthető alfajok:
- zanzibári leopárd (Panthera pardus adersi) – valószínűleg kihalt
- anatóliai leopárd (Panthera pardus tulliana) – kihalt

Korábban alfajként leírt, de a DNS-vizsgálatok alapján nem külön alfajok:
- sínai leopárd (Panthera pardus jarvisi) – a perzsa leopárdhoz sorolták
- berber leopárd (Panthera pardus panthera) – az afrikai leopárdhoz sorolták

A pleisztocén idején Európában is élt egy alfaja, az európai leopárd (Panthera pardus spelaea), melynek legkorábbi fosszíliái 600 ezer évesek.

## Zsákmányszerzés, táplálkozás
A leopárdok nagyon sikeres ragadozók, melyek sokkal többféle afrikai zsákmányállatot vadásznak, mint a többi afrikai nagymacska, gyakran esznek bogarakat, rágcsálókat és halat (ahogy a házi-macskák is, melyekhez vadásztechnikájuk is hasonlít), illetve olyan nagyobb növényevőket, mint az antilop. A házi-macskákhoz hasonlóan, de a többi nagymacskától eltérően, ültükből ugranak rá a zsákmányállatokra. Nagy méretük a kisebb macskák hatékonyságával elegyítve különösen veszélyessé teszi őket az emberek és a kutyák számára. Azokban az országokban, ahol leopárd él, a kutyákat védelmük érdekében ketrecben kell tartani. Afrikában, élőhelyük nagy részén a leopárdoknak más állatokkal kell versengeni a zsákmányért, mint például foltos hiénával, hiénakutyákkal és oroszlánokkal, és nem ritka, hogy más csúcsragadozók elzavarják őket az általuk elejtett zsákmánytól.
A házi macskákhoz hasonlóan a leopárdok gyakran vadásznak éjjel vagy alkonyatkor, illetve pirkadatkor. Becserkészik a prédát, mielőtt futnának néhány métert, hogy elkapják azt. A támadást leggyakrabban 20 m-en belül indítják a sikeres elejtés végett, ami közben elérhetik a 60 km/h sebességet is! Leggyakrabban fojtással ölnek, addig szorítják az állat torkát, míg meg nem fullad, ám a kisebb állatoknak el is törhetik a nyakát, melyet elképesztő erős állkapcsuknak köszönhetően könnyedén átharapnak. Egy jól megtermett hím leopárd harapási ereje csak 40 % kal gyengébb egy foltos hiénánál, azaz mintegy 800 PSI (font/in2). A leopárdok zsákmányukat felviszik a fára, hogy az oroszlánok és hiénák ne tudják elvenni. Megfigyelték, hogy testsúlyuknak akár a háromszorosát is képesek felcipelni a fára, mely szemlélteti a bennük rejlő hatalmas erőt és energiát. Alkalmazkodó vadászok lévén a leopárdok ha alkalmas zsákmányt találnak nappal vagy éjjel, bármikor vadászatba lendülnek. Gyakran naponta többször is ölnek, mely esetben az első zsákmány elrejtésekor már a következő áldozatot keresik.

## Színváltozatok, mintázatok
|  |  |  |

### Fekete párduc
A fekete párduc melanózisos leopárd. Ezt a mutációt a fekete pigment (eumelanin) túltengése okozza a narancssárga pigment (feomelanin) ellenében. Ez merőben fekete bundát eredményez, habár a fekete párduc pettyei bizonyos részeken még kivehetők, mivel a pigmentek mennyisége eltérő a mintázatban és a fekete alapszínben. A vadon élő állomány kb.6 % a fekete változat.
Fekete párduc Magyarországon a Miskolci Állatkert és Kultúrparkban, a Kecskeméti Vadaskertben, a Nyíregyházi Állatparkban valamint a Szegedi Vadasparkban látható.

### Királyleopárd
A királyleopárdnak nevezett ál-melanózisos leopárdnak normál alapszíne van, ám a mintázata egybeolvad és így úgy tűnik, mintha egyszínű fekete lenne. Néhány alfajnál az egyszínű fekete terület lehúzódik az állat lágyékáig és combjáig; csupán néhány átlós aranybarna csík jelzi, hogy csak az alapszín fekete. A lágyékon és lábakon található pettyek, melyek nem olvadnak egybe sávokká és csíkokká, gyakran kicsik és halványak, inkább rozettát alkotnak. A fej és a végtagok halványabbak és foltosak, mint a közönséges pettyes leopárdoknál.
Egy ázsiai párducokról és hópárducokról szóló iratában Pocock mellékelt egy képet egy Dél-Indiából vásárolt leopárdbőrről; fekete körvonalú foltok voltak rajta, mindegyikben pettyek voltak és mintázata inkább a jaguáréra és a ködfoltos párducéra hasonlított. Egy másik Pocock által szerzett dél-indiai leopárdbőrön a rozetták megszakadtak és egybeolvadtak, és túl sok volt benne a pigment, így az állat úgy nézett ki, mint egy sárga csíkos és foltos feketepárduc.
Több leopárd színváltozatot csak festményekről és múzeumi egyedekről ismerünk. Nagyon ritka esetekben a közönséges fekete leopárd pettyei összeolvadnak és így egy teljesen fekete leopárd lesz, melynek mintázata nem látható. Ál-melanózisos esetek leopárdoknál fordulnak elő. A pettyek sokkal sűrűbben helyezkednek el, mint általában és összeolvadva nagyrészt elrejtik az alapszínt. Sávokat alkotnak és néhány helyen teljesen fekete területet. Ettől eltérően a valódi fekete leopárdnál a sárgásbarna alapszín ezeken a helyeken látható. Egy ál-melanózisos leopárdnak narancssárga bundája volt, melyen egybeolvadtak a rozetták és a pettyek, ám a fehér hastájékon látszottak a megszokott fekete pettyek (mint a fekete és sárga kutyáknál).
A Harmsworth Natural History-ben (1910) R. Lydekker így írt egy ál-melanózisos leopárdról:
Egy másik ál-melanózisos leopárdbőrről készített feljegyzést 1915-ben Holdridge Ozro Collins, aki a bőrt 1912-ben vásárolta. Az állatot Malabárban, Indiában terítették le még abban az évben.

1936 májusában a British Natural History Museumban egy ritka szomáli leopárd kifeszített bőrét állították ki. A bőr gazdagon mintázott volt bonyolult csavaros vonalakkal, foltokkal, sávokkal és vékony csipkeszerű mintázattal tarkítva. Ez eltér a pettyes leopárdtól, ám hasonlít a királyleopárdra, melyet a modern kriptozoológusok ezután királyleopárdként könyveltek el. 1885 és 1934 között hat ál-melanózisos leopárdot jegyeztek fel Dél-Afrika Albany és Grahamstown körzetében. Ez a helyi leopárdpopulációban fellépő mutációra utal. Egyéb királyleopárdról szóló feljegyzések érkeztek a délnyugat-indiai Malabarból. A trófeavadászok valószínűleg gyökeresen kiirtották ezeket a populációkat.

### Egyéb változatok
Egyéb színváltozat például a vörös (eritrites) leopárd, csokoládébarna foltokkal vöröses alapon; a barnássárga leopárdok narancsszínű rozettákkal mintázottak krémszínű alapon; a halvány krémszínű leopárdok mintázata halovány és a szemük kék, de vannak rozetták nélküli és csíkos végtagú leopárdok is. A Harmsworth Natural History-ban (1910) R. Lydekker írt jaguár-mintájú leopárdokról:
A Nyíregyházi Állatpark hím, alfaji hibrid leopárdjának is van néhány jaguármintás rozettája.

## Megkülönböztető tulajdonságok

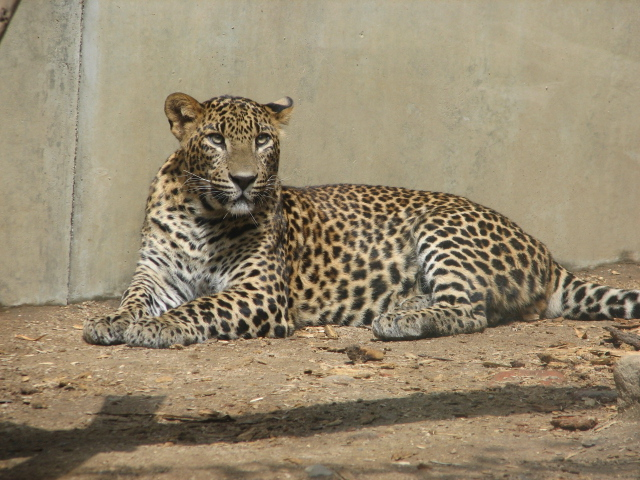
Ceyloni leopárd (Panthera pardus kotiya)

A nagymacskák, különösen a pettyes macskafélék fogságban és fényképen könnyen összekeverhetők. A leopárd közeli rokonságban áll és megjelenésre nagyon hasonlít a jaguárhoz; ritkább esetben a gepárddal is összekeverik. A három macskaféle élőhelye, szokásai és tevékenységei alapján azonban könnyedén megkülönböztethető a vadonban.
Míg a vad leopárdok csak Afrikában és Ázsiában élnek, addig a vad jaguárok csak Amerikában fordulnak elő, így a vadonban nem téveszthetők össze egymással. Külső jegyeik alapján is különböznek egymástól. A leopárdnak nincsenek pettyei a rozettákban, míg a jaguárnak vannak, és a jaguár foltjai nagyobbak, mint a leopárdé (lásd a jaguár fotókat). Az amuri és az észak-kínai leopárd ritka kivételek ez alól. A leopárd kisebb és kevésbé zömökebb, mint a jaguár, habár a gepárdnál jóval erősebb testfelépítése van.
Megjelenésük ellenére a leopárdnak és jaguárnak hasonló a viselkedésmódja. A jaguárok az esőerdőtől a megművelt földterületekig, míg a leopárdok a sivatagokban és hegyekben, szavannán és erdős területeken fordulnak elő. A jaguár Amerikában, a leopárd Ázsiában és Afrikában honos.
A gepárd, habár nagy kiterjedésű területei fedik a leopárdét, könnyen megkülönböztethető tőle. A leopárd erősebb, zömökebb, nagyobb feje arányos a testével, és inkább rozettái vannak, mint pettyei. A gepárd sokkal gyorsabban fut és gyorsabban mozog, mint a leopárd. A gepárdnak sötét 'könnycsepp'-szerű minta húzódik lefelé a szemétől a szája sarkáig, mely a leopárdnak nem. A gepárdok inkább nappal, míg a leopárdok éjszaka aktívabbak; a gepárdok földhöz kötöttek (kivéve fiatal korban), míg a leopárdok gyakran másznak fára.

## Elterjedés és természetvédelmi helyzet

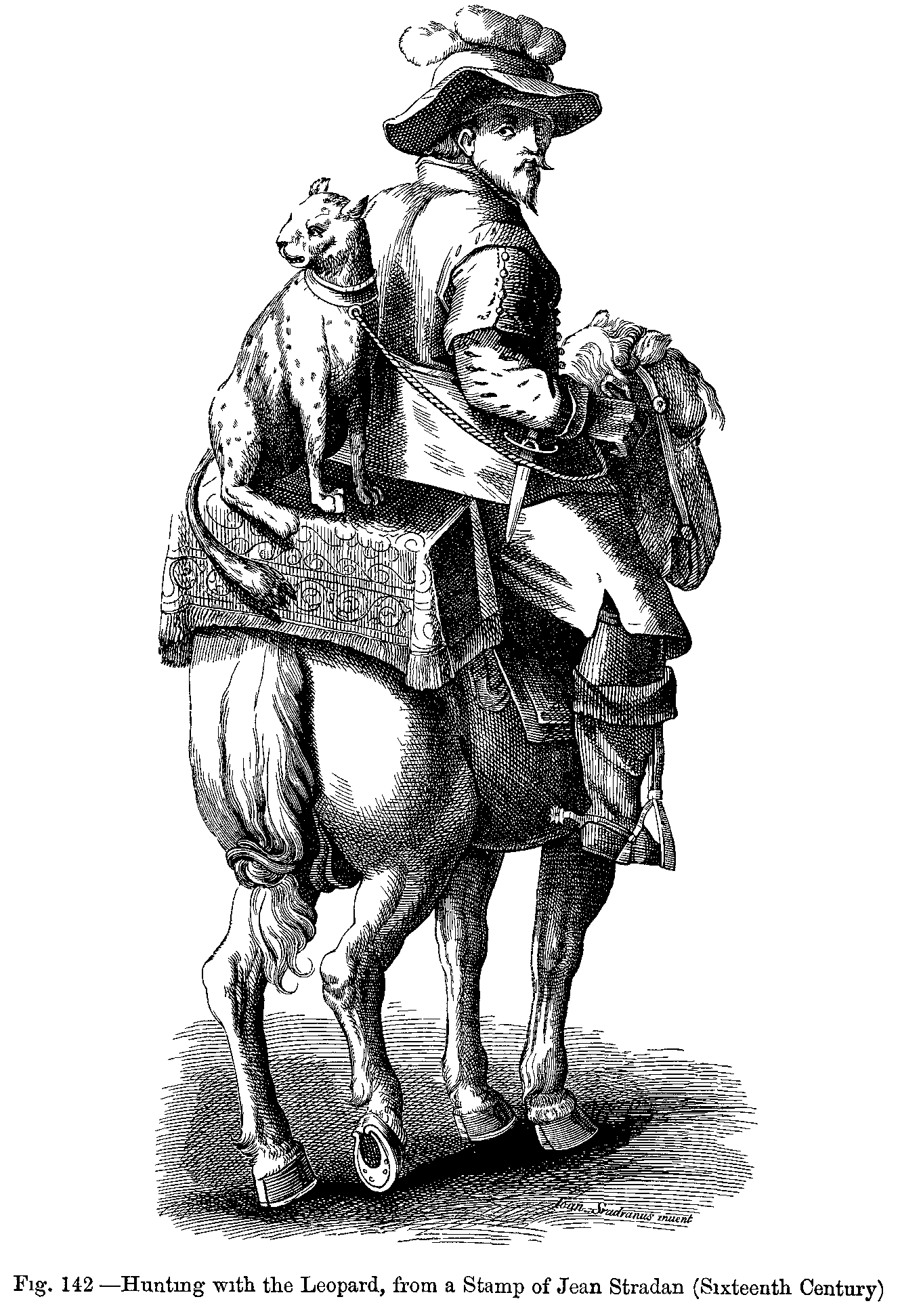
Vadászat leopárddal, Jean Stradan egyik pecsétjének lenyomata (16. század).

Néhány évszázaddal az emberi beavatkozások előtt a házi-macska után a leopárd volt a legelterjedtebb macskaféle: megtalálható volt egész Afrikában (a Szahara (sivatag) kivételével) és Kis-Ázsiában. A Közel-Keleten, Indiában, Pakisztánban, Kínában, Szibériában, Délkelet-Ázsia nagy részén, Jáván és Srí Lankán még mindig szabadon él.
A leopárd a nagyragadozókhoz képest meglepően jól fenn tudott maradni. Körülbelül 500 000 leopárd él világszerte. A legtöbb nagymacskához hasonlóan a leopárdot is egyre inkább fenyegeti élőhelyeinek eltűnése, és egyre gyakrabban kerül szembe vadászokkal. Óvatosságának és rejtett életmódjának köszönhetően még az emberi létesítmények közelében is észrevételen maradhat. Ennek ellenére nincs esélye az erdőirtókkal és a vadorzókkal szemben, úgyhogy több alfaja – az amuri, az anatóliai, a berber, az észak-kínai és a perzsa leopárd –  veszélybe került.
Afrikában a leopárdvadászat hagyományos módja, hogy frissen megölt állatot helyeznek ki csalétekként az irtás szélére. A csalétket hajnalban rakják ki oda, ahol közismerten élnek és vadásznak leopárdok. A leopárd megérkezéséig egy vagy több fényszórót használnak a vadállat megvilágítására és a leghumánusabb módon lelövik.

## Állatkerti előfordulása
A leopárd mindig is kedvelt állatkerti állat volt, még ha manapság nem is tartják olyan sok helyen, mint az oroszlánt. Korábban túlnyomórészt alfaji hibrideket tartottak, foltos és fekete színűeket egyaránt, manapság azonban az állatkertek a tiszta vérű tenyésztésre törekednek.
Magyarországon is több állatkertben tartják:
- Fővárosi Állat- és Növénykert:  perzsa leopárdokat tartanak és tenyésztenek itt, jelenleg egy tenyészpár és két kölykük található meg az állatkertben
- Nyíregyházi Állatpark: alfaji hibrid leopárd család ( hím, nőstény, hím kölykük), kínai leopárd-pár, perzsa leopárd hím. Itt él Magyarország legnagyobb leopárdgyűjteménye.
- Debreceni Állatkert: egy fiatal hím észak-kínai leopárd látható az állatkertben.[10]
- Szegedi Vadaspark: egy észak-kínai leopárd tenyészpár él a Vadasparkban
- Jászberényi Állatkert: perzsa leopárdot tartanak, egy nőstényt és egy hímet, de már 2 almuk is született itt az új kifutójukban.
- Miskolci Állatkert és Kultúrpark: egy alfaji hibrid család él itt, egy foltos hím, egy fekete nőstény és fekete színű hím kölykük. Az egyetlen magyar állatkert, ahol mindkét színváltozat bemutatásra kerül.
- Kecskeméti Vadaskert: egy fekete színű alfaji hibrid párt gondoznak.
- Pécsi Állatkert: Sarah és Taian, egy pár foltos perzsa leopárd él[11] 2018-tól.

## Leopárd a kultúrában

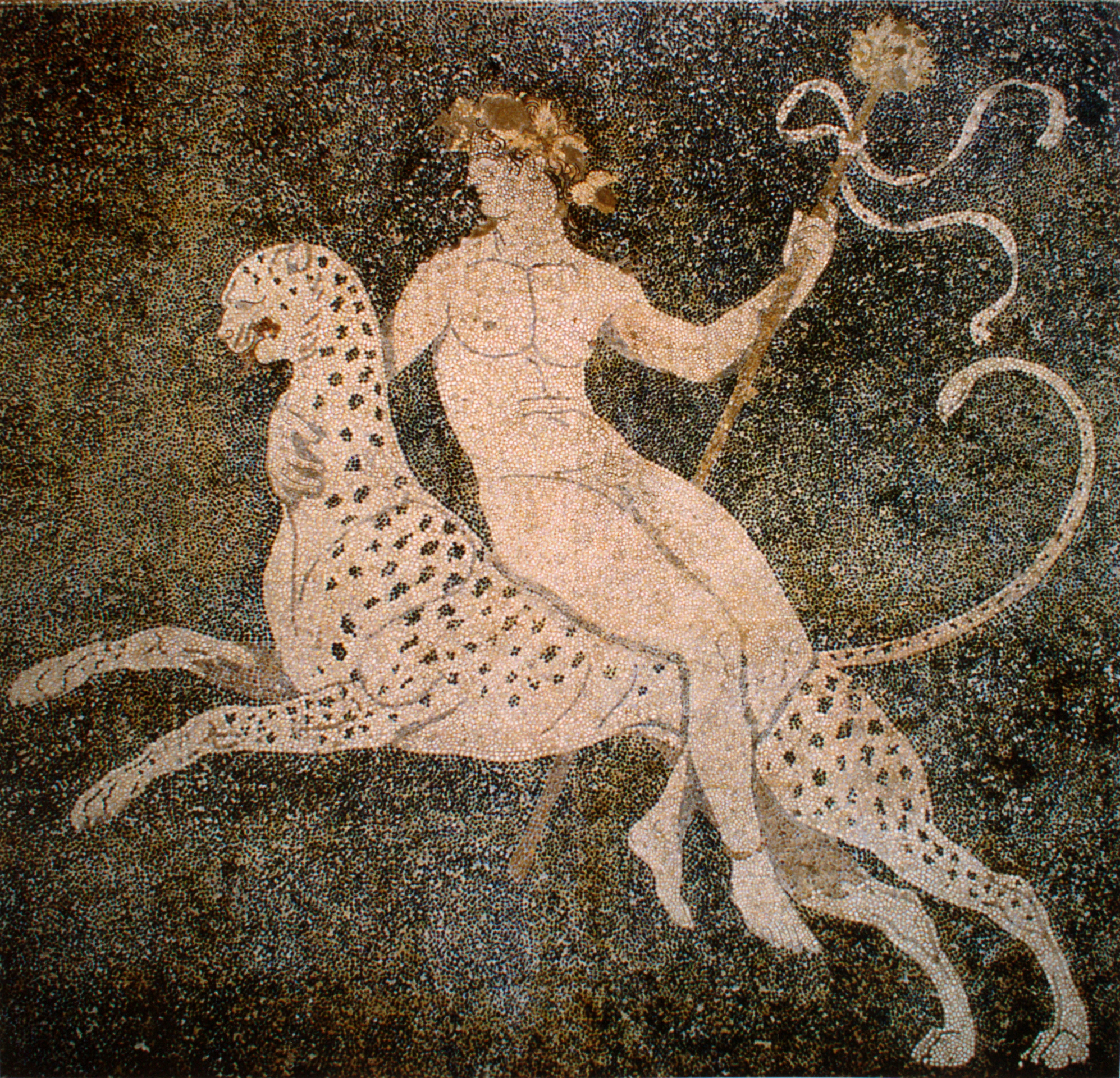
Dionüszosz párduccal – mozaikkép

- Bagira, a fekete párduc Rudyard Kipling A dzsungel könyve című művéből.
- A Tarzan-filmekben egy gonosz leopárd, Sabor volt Tarzan halálos ellensége.
- Rainer Maria Rilke verset is írt egy állatkertekben bebörtönzött párducról.[12]
- Az emberek gyakran szeretik divatban használni a leopárd mintát (Archiválva 2022. szeptember 12-i dátummal a Wayback Machine-ben).